# Raival
Raival är en kommun i departementet Meuse i regionen Grand Est (tidigare regionen Lorraine) i nordöstra Frankrike. Kommunen ligger i kantonen Vavincourt som tillhör arrondissementet Bar-le-Duc. År 2022 hade Raival 241 invånare.

## Befolkningsutveckling
Antalet invånare i kommunen Raival
| Referens: INSEE |